# 李顺达

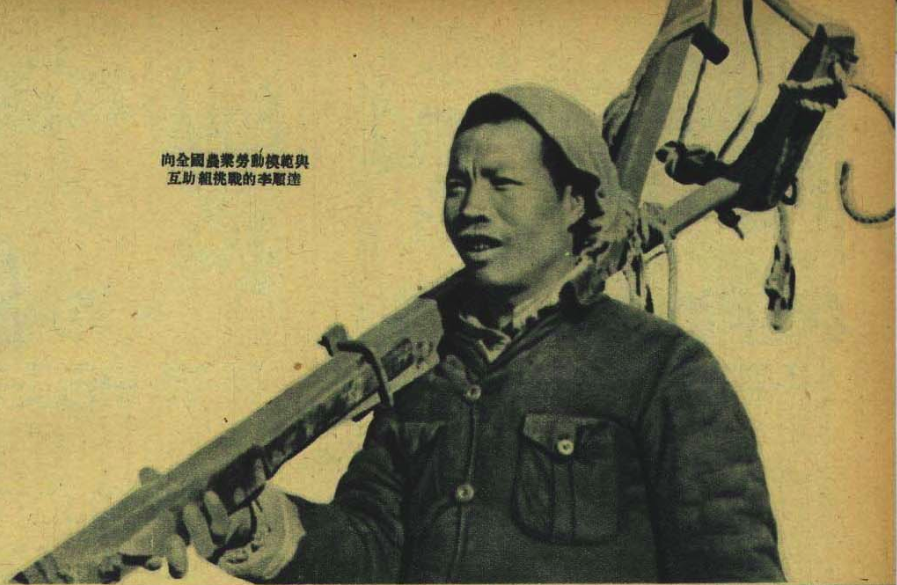
1951年李顺达

李顺达（1915年11月23日—1983年7月1日），山西平顺县西沟村人，中共党员，全国劳动模范，中国共产党第八、九、十届代表大会代表和第九、十届党中央委员。

## 生平
民國4年（1915）11月23日出生在河南林縣東山底村。16歲隨父母逃荒到平順西溝村落戶，租種土地為生。
早年参加抗日战争，后作为中共黨員，全國勞動模範而闻名。1951年3月9日，《人民日报》第一版刊登了新华社播发的《保证今年农作物丰收！李顺达互助组向全国挑战——中央农业部号召奋起应战 形成爱国竞赛热潮》的报道。由此在全中国掀起了“爱国主义生产竞赛”。

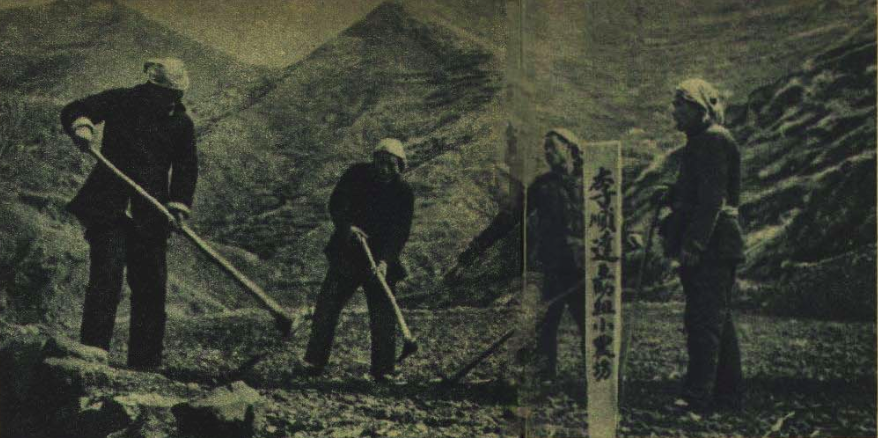
1951年李顺达互助组

1952年，上级批准李顺达组织26户农民办起了初级农业生产合作社，名为“西沟农林牧生产合作社”。李顺达被社员推选为社长，申纪兰被推选为副社长，该合作社民主制定了合作社章程。这是中华人民共和国第一个初级农业生产合作社。为了挖掘劳动潜力，李顺达支持申纪兰率领妇女同男人展开劳动竞赛，争取妇女同工同酬。办社当年，恰逢春旱，申纪兰组织了一个妇女小组，积极耢耙保墒，担水点种，担水浇苗，同男人一样干活。由此，妇女们通过自身的努力争取到了同工同酬。结果该年获得大面积丰产，秋后的粮食产量比互助组时期每亩增产30多斤，由此获得中央人民政府农业部颁发的金星奖章。自此，李顺达把社名改为“西沟金星农林牧生产合作社”。
西沟金星农林牧生产合作社贯彻自力更生、艰苦奋斗、勤俭办社原则，使该社自成立后发展较为兴旺。比如1955年春前，副社长申纪兰所提的“发动妇女上山拾羊粪”的建议被采纳之后，所积羊粪约值1000元人民币以上。1955年毛泽东主持编辑《中国农村的社会主义高潮》一书（1956年出版）时，收入了中共平顺县委书记李琳、新华社驻山西分社记者马明撰写的介绍该社事迹的《勤俭办社，建设山区》一文，毛泽东为此撰写按语称：
这里说的是李顺达领导的金星农林牧生产合作社。这个合作社办了三年，变成了一个包括二百八十三户的大社。这个社所在的地方是那样一个太行山上的穷地方，由于大家的努力，三年工夫，已经开始改变了面貌。劳动力的利用率，比抗日以前的个体劳动时期提高了百分之一百一十点六，比建社以前的互助组时期也提高了百分之七十四。合作社的公共积累已经由第一年的一百二十元，增加到了一万一千多元。一九五五年，社员每人平均收入粮食八百八十四斤，比抗日以前增加了百分之七十七，比建社以前增加了百分之二十五点一。这个社已经做了一个五年计划，实行三年的结果，生产总值已经达到五年计划的百分之一百零点六。这个合作社的经验告诉我们，如果自然条件较差的地方能够大量增产，为什么自然条件较好的地方不能够更加大量地增产呢？ 
西沟村也名扬全中国。1954年，他当选为第一届全国人大代表。9月，他出席第一届全国人大第一次会议讨论宪法草案，期间并发言。中华人民共和国成立后很长时间内，西沟村是全国地图上唯一标出的行政村。
歷任中共平順縣委書記、晉東南地委副書記、書記，並先後當選為中國共産黨第八、九、十屆代表、曾任中共第九、十届中央委员。
1983年7月1日，因心脏病突发逝世，终年68岁。